# Kis-My-1st
《Kis-My-1st》는 일본 남성 아이돌 그룹, Kis-My-Ft2의 1번째 정규 음반이다.

## 개요
초회 생산 한정반(CD+DVD), 초회 생산 한정반(CD+특전 CD), 통상반(CD ONLY), 키스마이 숍 한정반(CD+특전)의 전 4형태로 발매. 본작을 취해 전국 투어를 수록한 DVD 〈Kis-My-Ft2 Kis-My-MiNT Tour at 도쿄 돔 2012.4.8〉도 6월 20일에 발매했다.

## 수록곡

### CD 〈Kis-My-1st〉
1. "1st" Overture
작곡·편곡: 나카노 유타
2. Girl is mine
작사: zopp / 작곡: 사뮤엘 와에르모, CHOKKAKU / 편곡: CHOKKAKU
3. SHE! HER! HER!
작사: KOMU / 작곡·편곡: 하라 카즈히로
4. タビタチノウタ / 여행자들의 노래
작사: TEEDA, KENJI03 / 작곡: BACK-ON / 편곡: 와타나베 토오루
5. Love meee (FUJIGAYA TAISUKE)
작사: T.Fxxx, Komei Kobayashi / 작곡: Allan Eshuijs, Gertjan 'Brainpower' Mulder, Marco Rakascan / 편곡: 스즈키 마사야
6. 『蛹』 (KITAYAMA HIROMITSU) / 《번데기》
작사: HusiQ.K, 이이오카 타카시 / 작곡: 이이오카 타카시 / 편곡: 미야나가 지로
7. Catch & Go!! (YOKOO WATARU/MIYATA TOSHIYA/NIKAIDO TAKASHI/SENGA KENTO)
작사: ENA☆ / 작곡: CHOKKAKU, SYB, IGGY
8. Everybody Go
작사: 우에나카 죠야 / 작곡: 사뮤엘 와에르모, 스테판 에버그, Octobar / 편곡: 나카무라 야스나리
9. Take Over
작사: Komei Kobayashi / 작곡: Steven Lee, Sean Alexander, Drew Ryan Scott / 편곡: CHOKKAKU, Steven Lee, Sean Alexander
10. Kickin' it (KITAYAMA HIROMITSU/FUJIGAYA TAISUKE/TAMAMORI YUTA)
작사: KOMU / 작곡: Niclas Molinder, Joacim Persson, Johan Alkenas, 드류 라이언 스콧
11. Sing for you (TAMAMORI YUTA/MIYATA TOSHIYA/SENGA KENTO)
작사: 우에다 타츠지, Hiroya.T / 작곡: Dr Hardcastle, youwhich, DAICHI
12. We never give up!
작사: 우에나카 죠야 / 작곡: Andreas Ohrn, Henrik Smith / 편곡: CHOKKAKU
13. Good night
작사: Kenn Kato / 작곡: Steven Lee / 편곡: 나카무라 야스나리

BOUNS TRACK (통상반만)
1. Dancing Star

작사: 야마시타 카즈아키 / 작곡: Stephan Elfgren / 편곡: Stephan Elfgren, Cube Juice
2. Tell me why [3:38]

작사: 모리즈키 캬스 / 작곡: Steven Lee / 편곡: 와타나베 토오루

### 특전 CD 〈Kis-My-Zero〉
※초회 생산 한정반(CD+특전 CD)만
1. Endless Road
작사: 쿠마노 키요미 / 작곡·편곡: 타카하시 테츠야
2. 祈り / 기원
작사: 마츠다 모토키 / 작곡: 야마구치 히로오 / 편곡: CHOKKAKU
3. Kis-My-Me-Mine
작사: 아라타 미카, 시라이 유키 / 작곡: Takuya Harada, JUNKOO / 편곡: JUNKOO
4. Good-bye, Thank you
작사: 무라노 나오타마 / 작곡: 오오타 마사토모 / 편곡: 이시즈카 토모키
5. FIRE BEAT
작사: 무라노 나오타마 / 작곡: velvetronica / 편곡: 미야나가 지로
6. Smile
작사·작곡: SHUM / 편곡: 야마하라 카즈히로
7. 永遠のチケット / 영원의 티켓
작사: 토부츠바메 / 작곡: 쿠즈야 요코 / 편곡: 히비노 히로후미
8. 3D Girl
작사: NAGAE, 821R / 작곡·편곡: Bryan Steele

### DVD
초회 생산 한정반 
1. FIRE BEAT [Music Video]
2. 祈り기원 [Music Video]
3. FIRE BEAT/祈り기원 [Making Movie]
4. Kis-My-Ft2 History

 키스마이 숍 한정반 
1. 발자취

## 초회 한정 봉입 특전
초회 생산 한정반·통상반 공통 
- 시리얼 넘버 응모권(응모권B)

 통상반만 
- 16P Photo Book

## 특전 상품
※키스마이 숍 한정반만
- 키스마이 호치키스